# Trichura esmeralda
Trichura esmeralda är en fjärilsart som beskrevs av Walker 1854. Trichura esmeralda ingår i släktet Trichura och familjen björnspinnare. Inga underarter finns listade i Catalogue of Life.